# بوب جاكسون (لاعب كرة قدم أمريكية)
بوب جاكسون (بالإنجليزية: Bob Jackson)‏ هو لاعب كرة قدم أمريكية أمريكي، ولد في 16 مارس 1940 في شريفبورت في الولايات المتحدة.